# Маржанбулацький сільський округ
Маржанбула́цький сільський округ (каз. Маржанбұлақ ауылдық округі, рос. Маржанбулакский сельский округ) — адміністративна одиниця у складі Алгинського району Актюбінської області Казахстану. Адміністративний центр — село Маржанбулак.
Населення — 3732 особи (2021; 1948 у 2009, 1890 у 1999, 1584 у 1989).
Станом на 1989 рік існувала Маржанбулацька сільська рада (села Березовка, Новоалексієвка, Прогрес) Актюбінського району, село Танаберген перебувало у складі Нової сільради Актюбінського району. Після ліквідації району сільрада перейшла до складу Алгинського району. 1997 року до складу сільського округу передано село Танаберген Нового сільського округу Актюбінського рафйону. Село Карагандисай було ліквідовано 2019 року.

## Склад
До складу округу входять такі населені пункти:
| Населений пункт      | Стара назва    | Населення, осіб (1989) | Населення, осіб (1999) | Населення, осіб (2009) | Населення, осіб (2021) |
| -------------------- | -------------- | ---------------------- | ---------------------- | ---------------------- | ---------------------- |
| Кайиндисай, село     | Березовка      | 315                    | 352                    | 321                    | 296                    |
| --Карагандисай, село | Новоалексієвка | 266                    | 364                    | 131                    | -                      |
| Маржанбулак, село    | Прогрес        | 897                    | 1174                   | 1496                   | 3436                   |
| Танаберген, село     | -              | 106                    | -                      | -                      | -                      |